# Into Something / Can’t Shake Loose
Into Something / Can’t Shake Loose – szósty album studyjny amerykańskiego piosenkarza O.V. Wrighta, wydany w 1977 roku.

## Lista utworów
| Nr | Tytuł                                | Autorzy                                    |
| -- | ------------------------------------ | ------------------------------------------ |
| 1  | "Into Something (Can’t Shake Loose)" | Randle/Shaw/Wright                         |
| 2  | "I Feel Love Growin'"                | Mitchell/Randle/Wright                     |
| 3  | "Precious, Precious"                 | Crawford/Moore/Wright                      |
| 4  | "Time We Have"                       | Mitchell/Randle/Wright                     |
| 5  | "You Gotta Have Love"                | Mitchell/Randle/Wright                     |
| 6  | "Trying to Live My Life Without You" | Williams/Wright                            |
| 7  | "Medley"                             | Green/Jamison/Lewis/Mitchell/Randie/Wright |